# یفر
شهر یفر در ایالت نیدرزاکسن در شمال کشور آلمان واقع شده‌است.

## نگارخانه

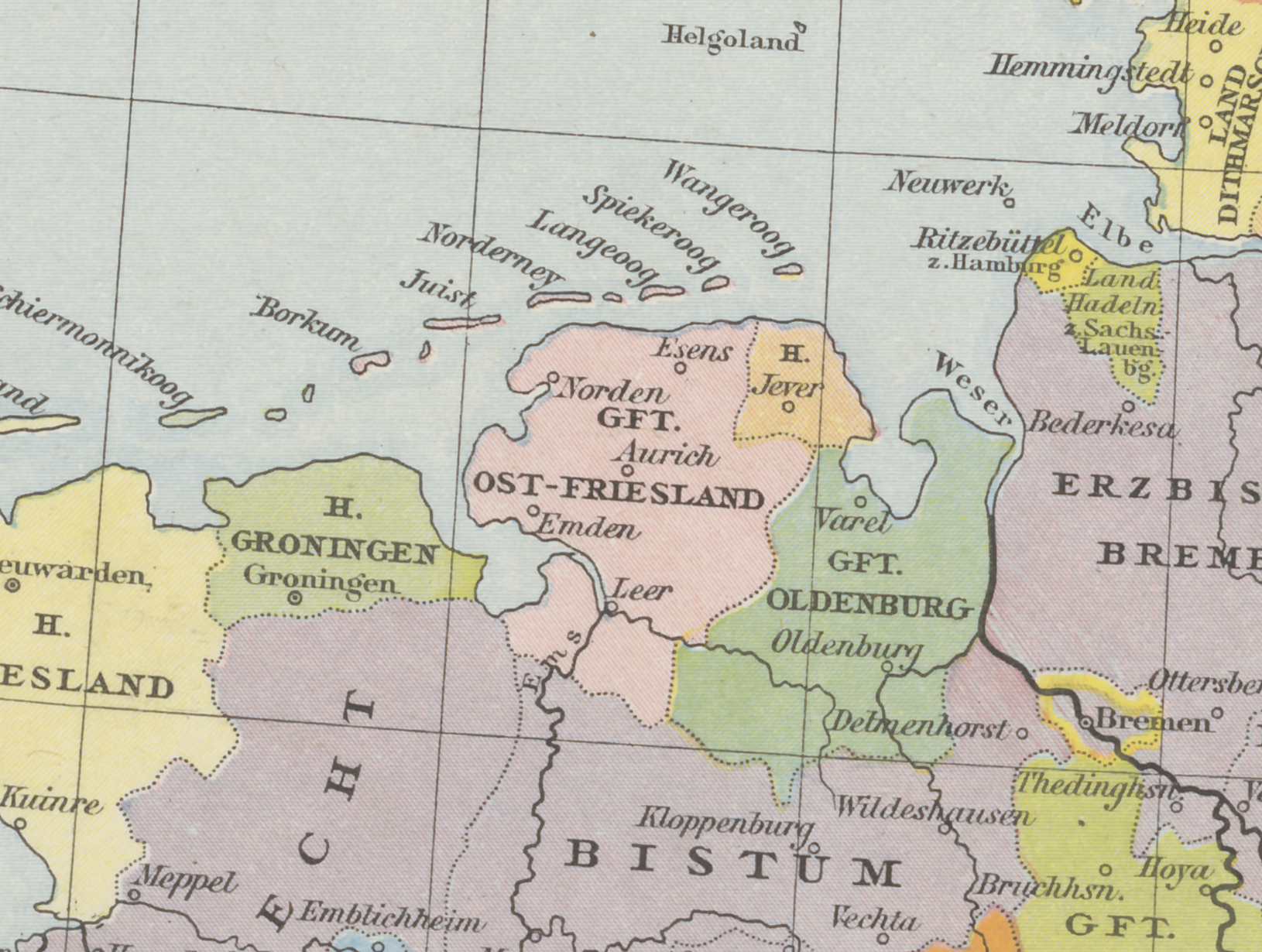
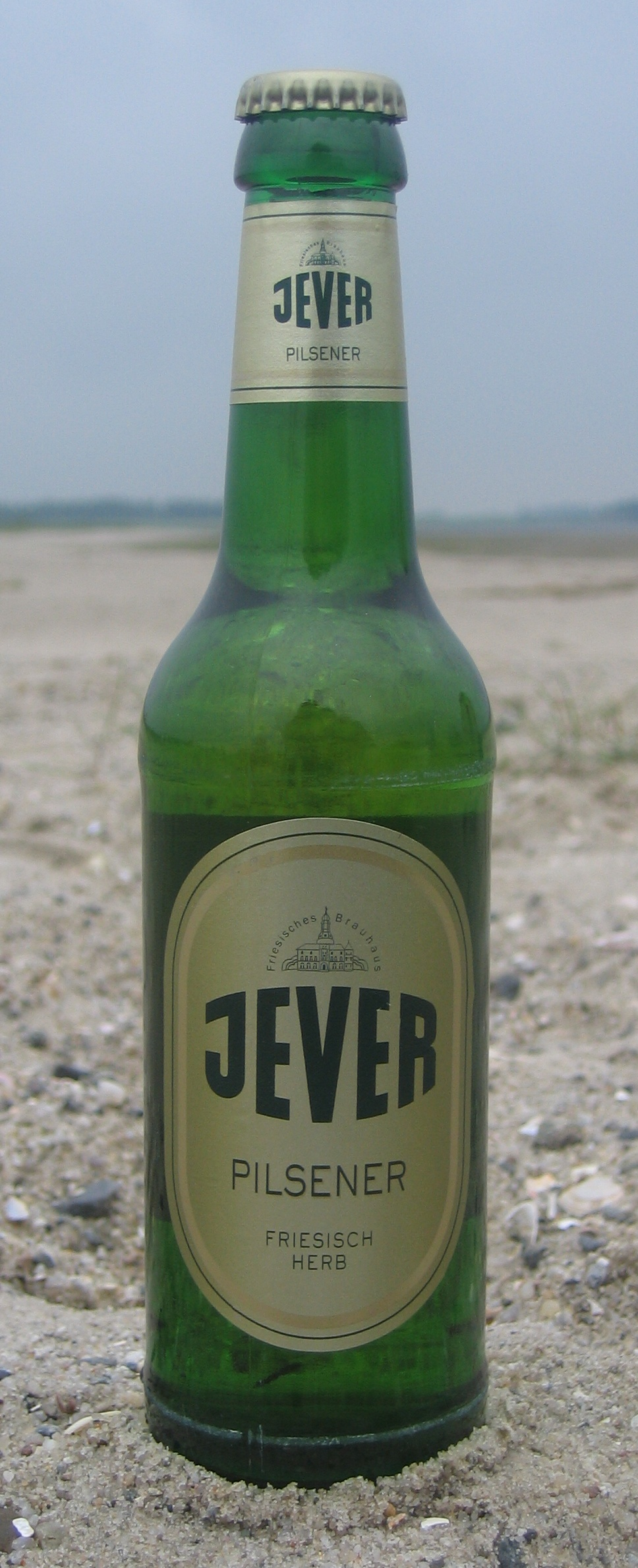